# Tejeda
Tejeda è un comune spagnolo di 2 400 abitanti situato nella comunità autonoma delle Canarie.

## Posizione geografica
Tejeda si trova 6 km a nord-ovest del Pico de las Nieves e 23 km a sud ovest del capoluogo Las Palmas.

Vista di Tejeda con il Roque Nublo e il Roque Bentayga